# Mel
Mel település Olaszországban, Veneto régióban, Belluno megyében. Lakosainak száma 5968 fő (2017. január 1.). Mel Lentiai, Santa Giustina, Sedico, Trichiana és Valdobbiadene községekkel határos.

## Népesség
A település lakossága az elmúlt években az alábbi módon változott:

| 2017 | 5 968 |